# Pacheta
José Rojo Martín, detto Pacheta (Salas de los Infantes, 23 marzo 1968), è un allenatore di calcio, dirigente sportivo ed ex calciatore spagnolo, di ruolo centrocampista, tecnico del Granada.

## Carriera

### Allenatore
Il 14 maggio 2025 diventa il nuovo allenatore del Granada, in sostituzione di Fran Escribá, nella Segunda División spagnola.. Firma un contratto valido fino al 2027, tornando così su una panchina due anni dopo la sua ultima esperienza al Villarreal.